# ディズレーリ (1916年の映画)
『ディズレーリ』 (Disraeli) は、チャールズ・カルヴァートとパーシー・ナッシュが監督し、デニス・イーディー、メアリー・ジェロルド、シリル・レイモンドが主演した1916年のイギリスのサイレント映画、伝記映画。主演のイーディーによる、ベンジャミン・ディズレーリに扮した演技を軸とした映画である。イーリング・スタジオ制作。
1911年にルイス・N・パーカーが発表した戯曲『ディズレーリ』を基にした作品であるが、この原作は、その後さらに、1921年にはサイレント映画として（邦題『平民宰相』）、1929年には最もよく知られた（ヴァイタフォンによる）初期の音声付き映画として（ディズレーリ (1929年の映画)）、2回映画化されている。

## あらすじ
ヴィクトリア朝中期の政治家ベンジャミン・ディズレーリは、イギリスの競争相手である列強の企てを出し抜いて，戦略的に重要なスエズ運河の支配権を得ようとする。

## キャスト
- デニス・イーディー（英語版） - ベンジャミン・ディズレーリ
- メアリー・ジェロルド（英語版） - ビーコンズフィールド伯爵夫人 (Lady Beaconsfield)
- シリル・レイモンド（英語版） - ディーフォード卿 (Lord Deeford)
- ドロシー・ベリュー（英語版） - クラリッサ (Clarissa)
- フレッド・モーガン（英語版） - ナイジェル・フォルジャンベ (Nigel Foljambe)
- デイジー・コーデル（英語版） - トラヴァース夫人
- セシル・モートン・ヨーク（英語版） - グラストンベリー公爵 (Duke of Glastonbury)
- イヴリン・ハーディング - グラストンベリー公爵夫人 (Duchess of Glastonbury)
- アーサー・M・カリン（英語版） - サー・マイケル・プロバート (Sir Michael Probert)
- A・B・アイムソン（英語版） - メイヤーズ (Meyers)
- ヘンリー・リットン夫人（英語版） - ヴィクトリア女王